# Белинце (Топољчани)
Белинце (слч. Belince) насељено је мјесто са административним статусом сеоске општине (слч. obec) у округу Топољчани, у Њитранском крају, Словачка Република.

## Становништво
| Година:    | 1994. | 2004.   | 2014.    | 2024.    |
| ---------- | ----- | ------- | -------- | -------- |
| Број људи: | 267   | 281     | 324      | 376      |
| Разлика:   |       | +5,24 % | +15,30 % | +16,04 % |

| Година:    | 2023. | 2024.   |
| ---------- | ----- | ------- |
| Број људи: | 383   | 376     |
| Разлика:   |       | -1,82 % |

Према подацима о броју становника из 2011. године насеље је имало 313 становника.